# 新西利齊 (斯特雷區)
49°20′52″N 24°22′52″E / 49.34778°N 24.38111°E

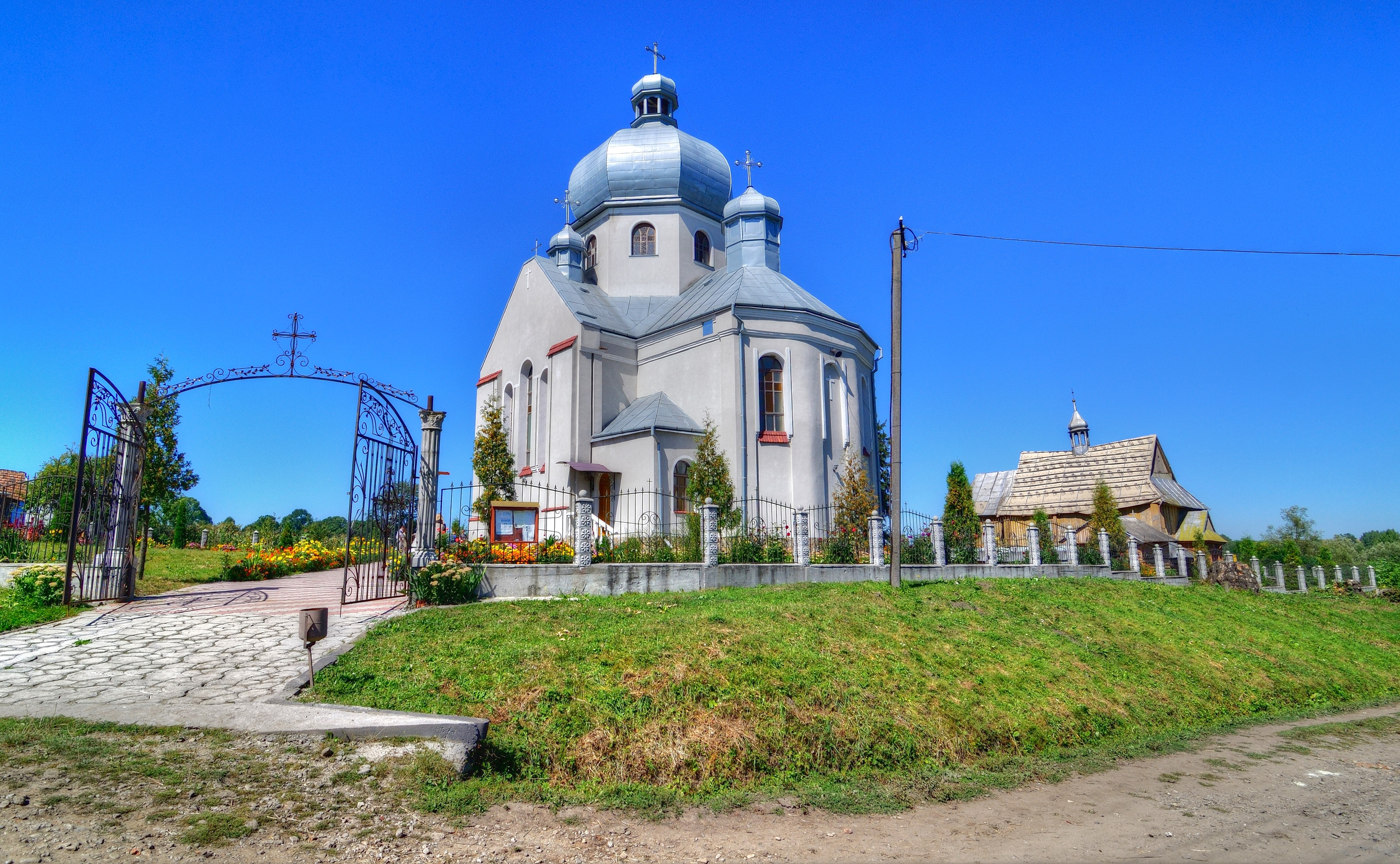

新西利齊（羅馬化：Novosiltsi）是烏克蘭西部的村莊，隸屬利維夫州的斯特雷區。該村面積1.56平方公里，海拔高度263米，2001年人口444，人口密度每平方公里284.62人。